# Die, Die My Darling
«Die, Die My Darling» (укр. Помри, помри моя люба) — пісня американського панк-рок-гурту The Misfits, що вийшла синглом 1984 року.
Пісня «Die, Die My Darling» була записана в серпні 1981 року. Як і багато інших пісень гурту, при її написанні музиканти надихалися науково-фантастичними фільмами або фільмами жахів. Її назва взята однойменного кінофільму 1965 року з Таллулою Бенкхед в головній ролі. Коротка композиція (3 хвилини й 11 секунд) побудована на швидких панківських гітарних рифах, які нагадували творчість Ramones, повторюваній басовій ноті та мелодійному голосі Гленна Данціга, що в ролі вбивці звертається до своєї жертви: «Помри, помри, моя люба, не вимовляй жодного слова / Помри, помри, помри, моя люба, просто заплющ свої гарні очі».
«Die, Die My Darling» вийшла синглом лише у травні 1984 року, через дев'ять місяців після того, як The Misfits розпалися. Проте ще більшої популярності пісні надав інший американський рок-гурт Metallica, який за чотирнадцять років включив кавер-версію на неї до свого альбому Garage Inc. На відміну від похмурого оригіналу, версія Metallica, що вийшла окремим синглом 1999 року, записана більш якісно, дозволяючи розрізнити окремі інструментальні партії та гарчання Джеймса Гетфілда.
На думку оглядача сайту Ultimate Classic Rock Патріка Морана, «„Die Die My Darling“ — це, мабуть, останній раз, коли Данціг звучав так, ніби йому дійсно весело, протягом дуже тривалого часу, принаймні до возз'єднання оригінальних Misfits на Riot Fest 2016. Так само „Die Die My Darling“ Metallica — разом з веселим альбомом кавер-версій що міститься в Garage, Inc., — здавалося, мала омолоджуючий ефект для гурту, який був розгубленим у музичному відношенні після випуску двох зрілих, але, на жаль, занадто прямолінійних альбомів Load і Reload».